# Константин I Созоагатополски
Константин (на гръцки: Κωνσταντίνος, Константинос) е православен духовник, митрополит на Вселенската патриаршия.

## Биография
През юни 1821 година Константин е избран и по-късно ръкоположен за созополски митрополит. През май 1830 година е закрита Агатополската епархия и е присъединена към Созополската, като Константин започва да носи титлата Созоагатополски. Умира през януари 1834 година.